# Fronteira Argélia–Marrocos

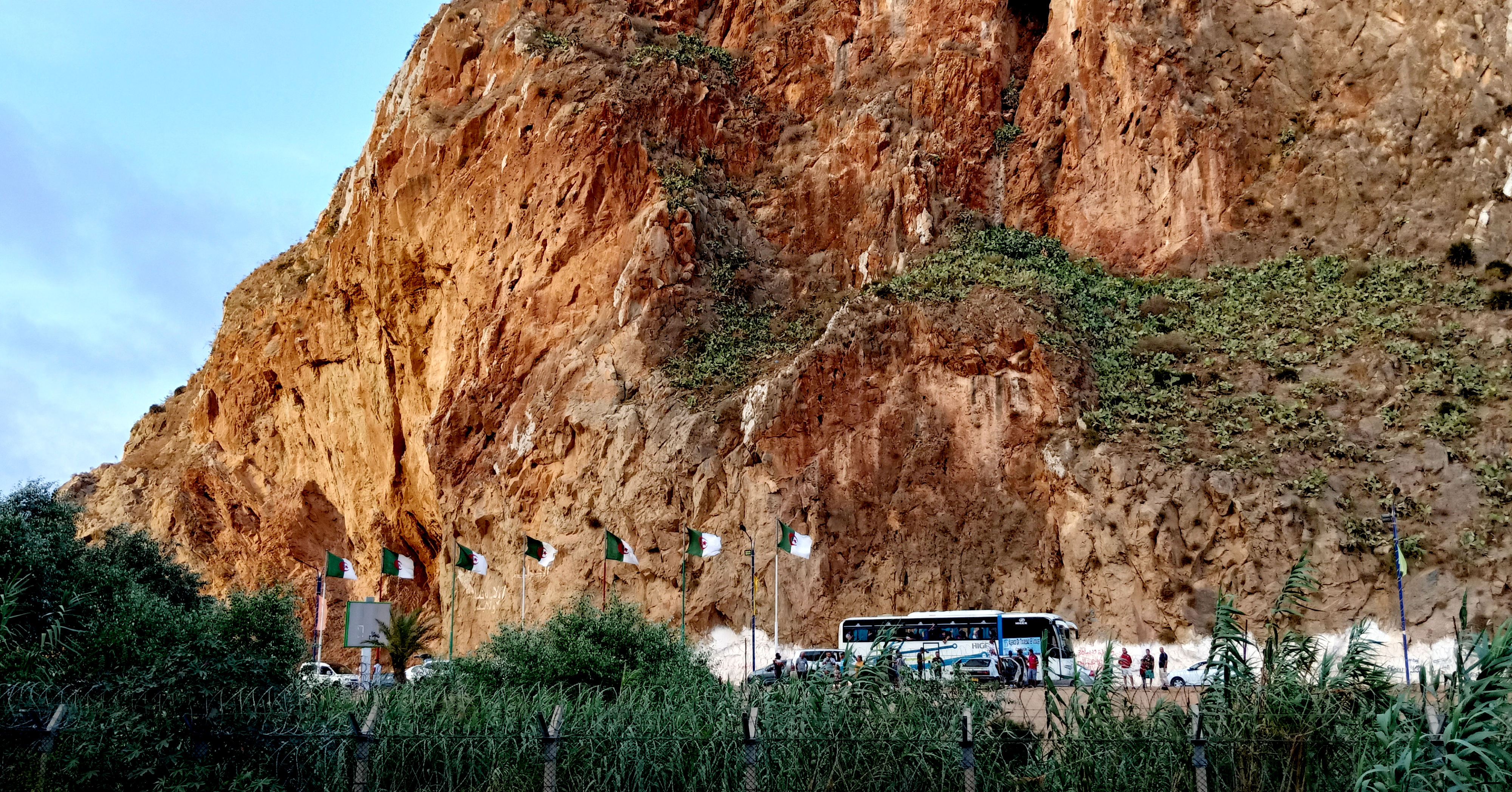
A fronteira entre Argélia e Marrocos.

A fronteira entre Argélia e Marrocos é a linha que limita os territórios da Argélia e Marrocos, no norte de África. Parte dela (42 km) é feita entre o Saara Ocidental e a Argélia. 
A história de conflitos entre os dois países é longa e ocasionalmente belicosa, como sucedeu durante a Guerra das Areias.
A fronteira terrestre está fechada para todo o tráfego desde 1994, exceto em casos de necessidade humanitária.